# Kirjat Netafim
Kirjat Netafim (hebr. קריית נטפים) – osiedle żydowskie położone w samorządzie regionu Szomeron, w Dystrykcie Judei i Samarii, w Izraelu.
Leży w zachodniej części Samarii na terytorium Autonomii Palestyńskiej, w otoczeniu arabskiego miasta Bidja, arabskich wiosek Sarta, Karawat Bani Hassan, oraz żydowskich osiedli Barkan, Jakir i Rewawa.

## Historia
29 listopada 1947 roku Zgromadzenie Ogólne Organizacji Narodów Zjednoczonych przyjęło Rezolucję nr 181 w sprawie podziału Palestyny na dwa państwa: żydowskie i arabskie. Tutejsze tereny miały znajdować się w państwie arabskie i w wyniku wojny o niepodległość w 1948 znalazły się pod okupacją Jordanii.
Podczas wojny sześciodniowej w 1967 ziemie te zajęły wojska izraelskie. Osada została założona w czerwcu 1984 przez grupę żydowskich religijnych osadników z ruchu Hapoel ha-Mizrachi. Wielu z pierwszych mieszkańców było imigrantami z Jemenu.
1 lipca 1994 palestyński terrorysta wdarł się do osiedla i zranił nożem jednego z mieszkańców, który zmarł 2 sierpnia od odniesionych ran w szpitalu. Istnieją plany wybudowania muru bezpieczeństwa, który będzie przebiegał wzdłuż zachodniej i północnej granicy osiedla.

## Demografia
Według danych organizacji Pokój Teraz, w 2008 w osiedlu żyło 479 mieszkańców.

## Kultura i sport
W osiedlu jest ośrodek kultury, boisko do piłki nożnej oraz korty tenisowe.

## Gospodarka
Na południe od osiedla znajduje się strefa przemysłowa Barkan (hebr. איזור התעשיה ברקן), którą utworzono w 1982. Swoją działalność prowadzi tutaj około 120 przedsiębiorstw i zakładów produkcyjnych, z branży spożywczej, dziewiarskiej, metalowej i tworzyw sztucznych. Zatrudnienie znajduje tutaj około 6 tys. pracowników, z których 60% stanowią Palestyńczycy z okolicznych arabskich wiosek.

## Komunikacja
Z osiedla wyjeżdża się na południe na drogę nr 505 , którą jadąc na zachód dojeżdża się do arabskiego miasta Bidja, lub jadąc na wschód dojeżdża się do drogi ekspresowej nr 5  (Tel Awiw–Ari’el). Lokalna droga odbija na południe do strefy przemysłowej Barkan i osiedla Barkan.